# Verdienstplakette der Berliner Verkehrsbetriebe
Die Verdienstplakette der Berliner Verkehrsbetriebe wurde während des Zweiten Weltkriegs an besonders verdiente Kriegshilfsdienstschaffnerinnen verliehen. Die Schaffnerinnen wurden aus dem Reichsarbeitsdienst der weiblichen Jugend (RADwJ) rekrutiert und nicht nur in Berlin, sondern auch in vielen anderen deutschen Städten, zum Dienst zwangsverpflichtet. Ob es zu der Plakette auch eine Urkunde gab, ist strittig, sicher ist, dass sie mit einem standardisierten Übersendungsformular der Berliner Verkehrsbetriebe (BVG) übersandt wurde. Die Anzahl der verliehenen Plaketten ist ebenso unbekannt, da in den Wirren der letzten Kriegsjahre viele Akten verloren gingen. Sie ist aber aufgrund des begrenzten Personenkreises der Verleihungsberechtigten nachweislich nur in begrenztem Maße ausgegeben worden und dadurch zu einem begehrten Sammlerstück geworden.

## Beschreibung
Die halbhohle Plakette ist nicht tragbar, aus Zink geprägt und versilbert. Die Form ist oval mit einem runden, an vier Stellen durchbrochenen Überrahmen. In der Mitte befindet sich das Berliner Wappen oberhalb des Kürzels BVG, links und rechts am Rahmen sind mit Eichenlaub umwundene Langschwerter mit der Spitze nach oben zeigend angebracht. Die Inschriften lauten: oberste Inschrift im Rahmen, der Form des Kreises nach links unten gebogen: REICHSKRIEGSHILFSDIENST, eine Zeile darunter: IN DER REICHSHAUPTSTADT, am unteren Ende: BERLINER VERKEHRSBETRIEBE (BVG). 

## Daten und Maße
- Höhe: 87,0 Millimeter
- Breite: 89,4 Millimeter
- Gewicht: 103 Gramm